# Krajobraz górniczy Kornwalii i Zachodniego Devonu

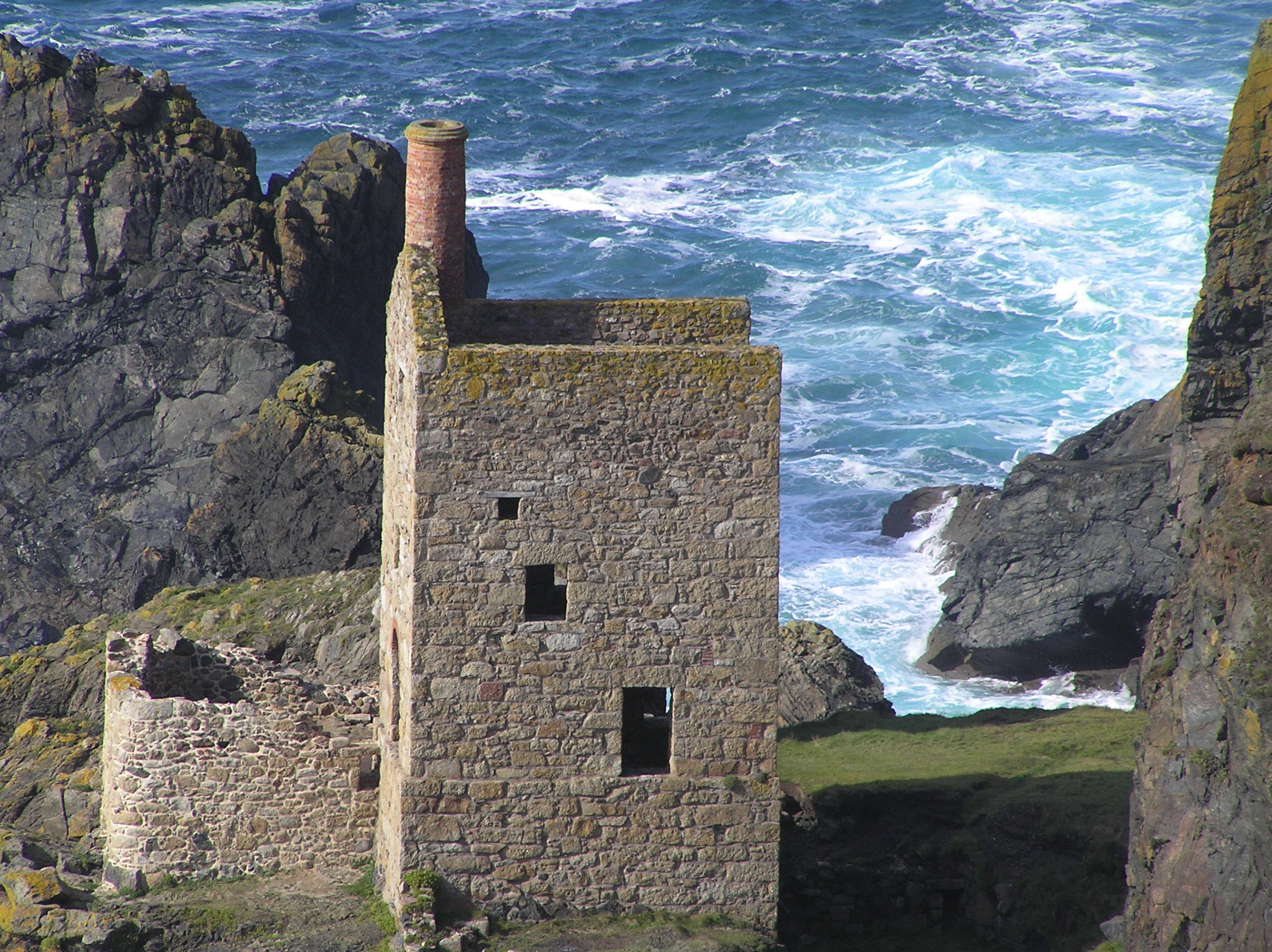
Część Crown Mines

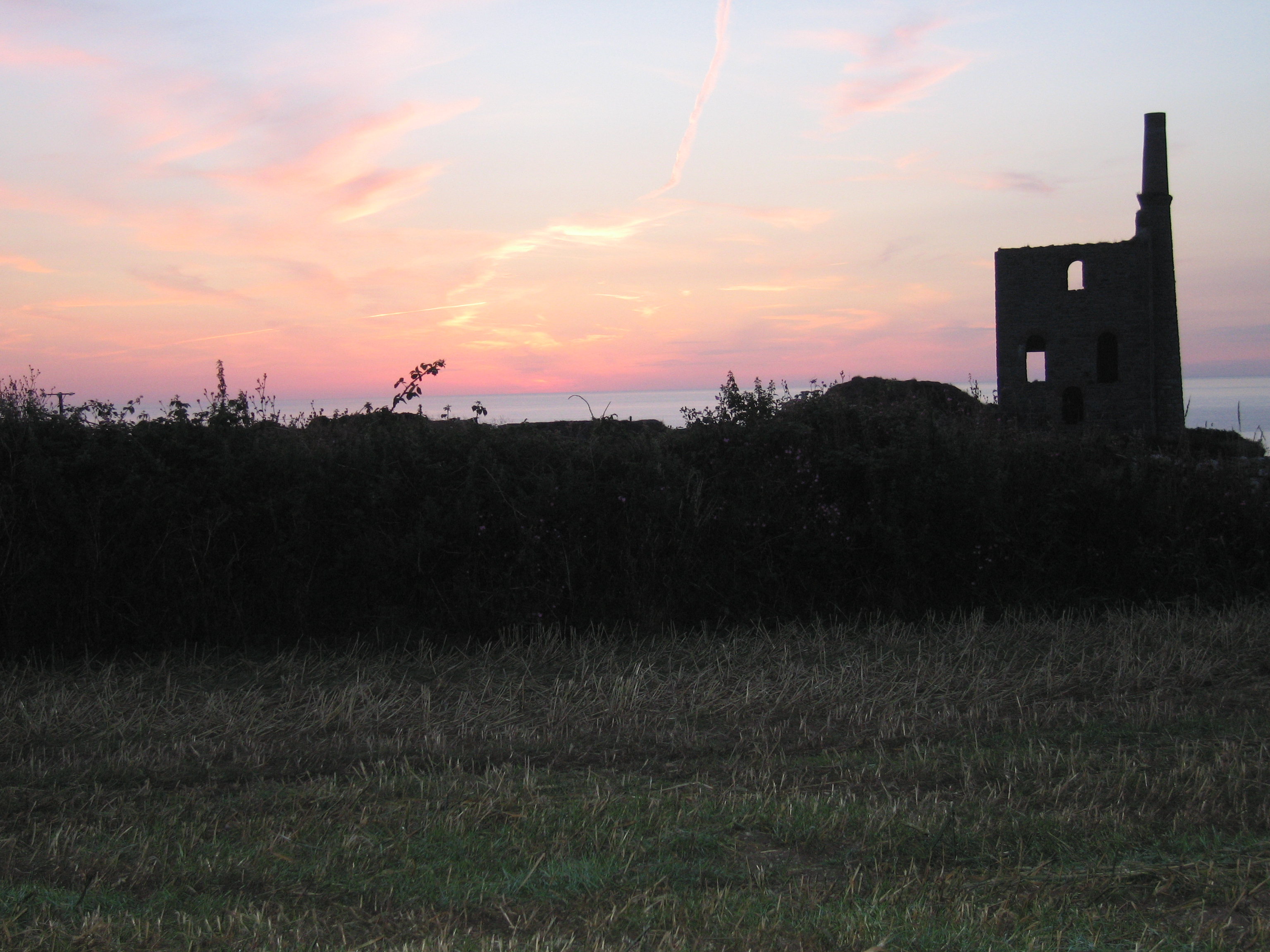
Kopalnia cyny w Kornwalii

Krajobraz górniczy Kornwalii i Zachodniego Devonu – obszar na terenie dwóch hrabstw w południowo-zachodniej części Anglii – Kornwalii i Devonu – z zachowanymi zabytkami górnictwa metali kolorowych: miedzi i cyny. W roku 2006 został wpisany na listę światowego dziedzictwa UNESCO.

## Historia
Górnictwo cyny na terenie Kornwalii znane było już w czasach antycznych. Do połowy XVI wieku w hrabstwie Devon wydobywało się od 25 do 40% cyny w porównaniu do wydobycia w Kornwalii, choć łączna produkcja tego metalu w obu hrabstwach była stosunkowo niewielka. Po roku 1540 wydobycie cyny na terenie Kornwalii nabrało przyśpieszenia i Devon wydobywał dziesiątą część urobku kornwalijskiego. Od połowy XVI wieku kopalnie Devonu odprowadzały stosunkowo niewielki podatek do skarbu królewskiego i zostały zmarginalizowane, m.in. na podstawie Aktu 1512.
W XVIII i XIX wieku krajobraz Kornwalii i Zachodniego Devonu uległy radykalnej zmianie z powodu głębinowego wydobywania cyny i miedzi. Górnictwo, hutnictwo, a także pokrewne gałęzie przemysłu przeszły gruntowną przemianę techniczną, co spowodowało, że w XIX wieku w regionie wydobywało się 2/3 całkowitej światowej ilości miedzi. Pod koniec wieku wzrosło również zapotrzebowanie na arsen, który kopalnie zachodniej Kornwalii i Devonu wydobywały w ilościach stanowiących 50% produkcji światowej.
Dziewiętnasty wiek przyniósł rewolucję techniczną i wynalazek maszyny parowej, co pociągnęło za sobą również radykalne zmiany w górnictwie. Powstały pompy wysokociśnieniowe, udoskonalane m.in. przez Richarda Trevithicka, co spowodowało jeszcze głębszą penetrację ziemi. Kornwalijskie silniki zaczęły być eksportowane i stały się popularne w świecie.
Począwszy od początków XIX wieku nastąpiła fala odpływu górników, która swój punkt kulminacyjny miała pod koniec wieku. Po tym okresie wydobycie metali w Kornwalii uległo znacznemu ograniczeniu. Ostatnią kopalnię cyny (również w Europie) zamknięto w roku 1998.

## Obszary górnicze
Obszary wpisane na listę światowego dziedzictwa UNESCO:
- A1 – St Just Mining District
- A2 – Port Hayle
- A3a – Tregonning and Gwinear Mining District
- A3b – Trewavas
- A4 – Wendron Mining District
- A5a – Camborne and Redruth Mining District
- A5b – Wheal Peevor
- A5c – Portreath Harbour
- A6a – Gwennap Mining District
- A6b – Perran Foundry
- A6c – Kennall Vale
- A7 – St Agnes Mining District
- A8a – Luxulyan Valley
- A8b – Charlestown
- A9 – Caradon Mining District
- A10a – dolina rzeki Tamar
- A10b – Tavistock